# Crameria accra
Crameria accra là một loài bướm đêm trong họ Noctuidae.